# نیلوفرآبیان

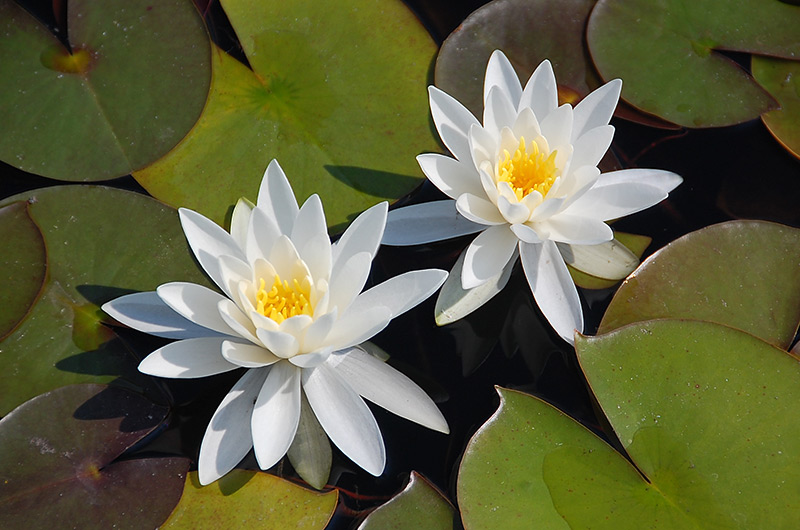

نیلوفر آبی نام تیره‌ای از گیاهان است. بیشتر گونه‌های آن دارای برگ‌های دایره‌وار، موم‌اندود و شناور در سطح آب بوده که دمبرگ‌های بلندی دارند. این دمبرگ‌ها دنباله ساقه‌های ضخیم و درشت این گیاه است که درون گِل کف آبگیرها یا دریاچه‌ها می‌خزد. گُل‌های خوش‌نمای این گیاه که روی سطح آب یا کمی بالاتر از آن می‌روید در امتداد ساقه‌های بلند زیرزمینی آن قرار دارد.
تیره نیلوفرآبیان (Nymphaeaceae) تیره‌ای از نیلوفرسانان آبزی (Nymphaeales) با حدود سه سرده و ۷۵ گونه است. نیلوفرآبیان ریشهٔ مستقر در بسترهای آبی با برگ و گل‌های شناور بر سطح آب دارند که برگ برخی از آنها تقریباً گرد با قاعدهٔ فرورفته است و برگ برخی دیگر درشت و گرد و کاملاً پیوسته است.
در یکی از افسانه‌های سرخ‌پوستان در مورد ریشه پیدایش این گیاه، نیلوفر آبی ستاره‌ای تصویر شده که از آسمان می‌افتد و هنگام برخورد با سطح آب به گلی تبدیل می‌شود. پلینیوس نویسنده رومی در دانشنامه تاریخ طبیعی خود، نیلوفرهای آبی را پادزهری برای شربت عشق جادویی دانسته است.